# Crisis económica en Líbano
La crisis económica libanesa es una crisis financiera actual que afecta a la nación libanesa, que comenzó en agosto de 2019, exacerbada por la pandemia de COVID-19 en Líbano (la cual empezó en 2020) y la explosión del puerto de Beirut de 2020.

## Antecedentes

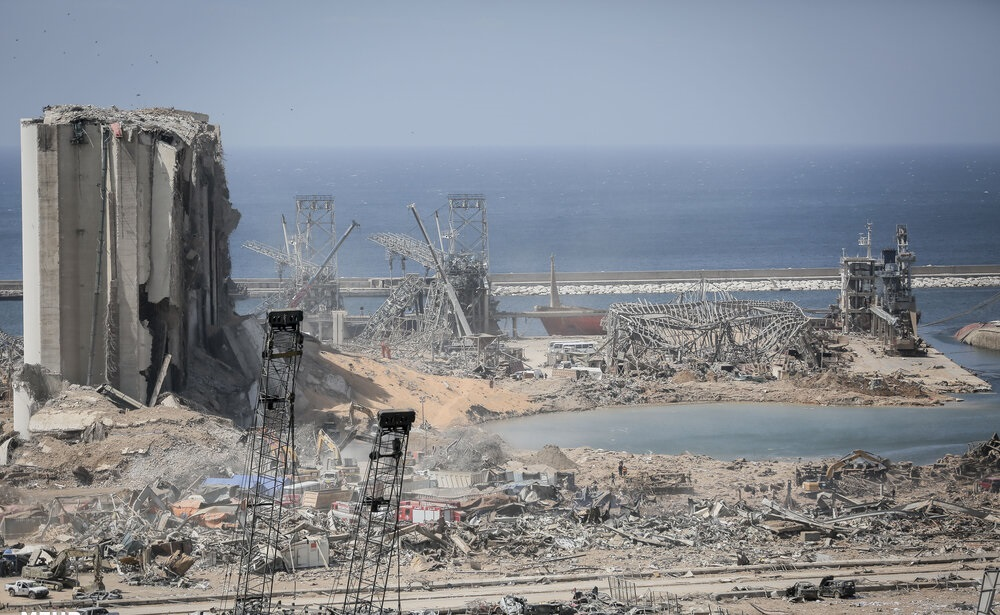
Explosión del puerto de Beirut de 2020

Desde 1997, la libra libanesa ha sido fijada al dólar a razón de 1,507.5 LBP por USD. En agosto de 2019, debido a varias dificultades financieras, especialmente la inminente probabilidad de que el gobierno libanés entre en impago de deuda, el tipo de cambio de mercado negro empezó divergir del tipo de cambio oficial.
En el cuarto trimestre de 2019, el tipo de cambio de mercado negro llegó a 1,600 LBP por dólar, y aumentado a 3,000 LBP por dólar, en abril de 2020, 14,000 LBP por dólar en marzo de 2021 y 15,200 LBP por dólar en junio de 2021. El tipo de cambio del mercado negro continúa fluctuando sustancialmente debido a devaluación de la libra libanesa causada por una aguda escasez de dólares dentro del Líbano. Esta escasez de dólar también causó que 785 restaurantes y cafeterías cerraran entre septiembre de 2019 y febrero de 2020 y resultado en que 25,000 empleados perdieran sus trabajos. Precios de bienes del consumidor han aumentado en 580% desde octubre, resultado de la peor crisis económica en décadas. Esta crisis económica ha causado una caída del producto interno bruto del Líbano a aproximadamente 44 mil millones de dólares de aproximadamente 55 mil millones dólares del año anterior.

## Consecuencias
La caída del tipo de cambio causó las protestas en Líbano de 2019-2020, las cuales finalmente resultaron en la dimisión del primer ministro y su gabinete. Después de la dimisión ocurrió la pandemia, negocios adicionales fueron forzados a cerrar sus puertas y a despedir de sus empleados.
El primer ministro Hassan Diab anunció el impago en sus Eurobonos de deuda y buscó reestructurar acuerdos con el transfundo de una crisis financiera que ha afectado las reservas de moneda extranjera. Líbano debió pagar unos $1.2 mil millones de dólares en Eurobonos el 9 de marzo de 2020, y otros 700 millones de dólares en abril, y 600 millones de dólares en junio. Debido a la carencia de monedas extranjeras, el primer ministro dijo que las reservas habían caído a «un nivel preocupante y peligroso que empuja al gobierno libanés a suspender el pago de los Eurobonos del 9 de marzo debido a una necesidad de estos fondos».
La cabeza de búsqueda en Banco Audi declaró que los bancos libaneses poseyeron 12.7 mil millones USD del país excepcional 30 mil millones USD Eurobonds cuando de enero de 2020. El banco central aguantó 5.7 mil millones USD y el resto estuvo poseído por acreedores extranjeros.
La deuda en proporción del PIB se encuentra en 170% en abril de 2020. El default es el primero un en la historia del país. los flujos de moneda extranjera se ha retrasado y la libra libanesa ha caído en valorar comparado al dólar y otras monedas. Los bancos comerciales de la nación han impuesto duras restricciones en los retiros del dólar y transferencias para mantener reservas. Debido a esto la deuda soberana paso a considerarse «bonos basura».
La libra libanesa era fijada en alrededor de 1,500 por $1 dólar; desde octubre de 2019 ha caído a una tercera parte de este valor, llegando a 4,500 por $1 dólar en los mercados negros, en el 28 de abril de 2020 dos semanas antes de eso, la moneda se cambiaba en alrededor de 3,000 por $1 dólar. Las transacciones oficiales son diferentes que en los mercados negros. Un banco permitía a los ahorristas retirar libras libanesas de su cuenta en dólares a una tasa de 2,000 por $1 dólar. Esto causó significativa rabia hacia los bancos. El primer ministro ha criticado al gobernador del banco central Riad Salameh sobre su rendimiento.
La escasez de dólares, los cuales son utilizados en transacciones diarias en Líbano, y la caída en el valor de la libra ha devaluado la capacidad de pago del país en importaciones, incluyendo bienes de primera necesidad como trigo y aceite. Los bancos han parado de dar préstamos de corto plazo a negocios y ya no con dólares para importaciones, forzando a las personas a acudir a los mercados negros. también hay significativa inflación, el cual causó una pérdida masiva de poder adquisitivo y un aumento en pobreza. El precio del foule y la haba común en la región, subió por encima de 550% en marzo de 2020 comparado con el año anterior. El azúcar ha visto un aumento de 670%, mientras es trigo, té, arroz, y los cigarrillos han subudo casi 1000% sobre el mismo periodo.
Esta crisis de liquidez también creó una barrera a todas las persona que tenían cuentas en bancos libaneses; cuando fueron incapaces de acceder a sus depósitos. No sólo son incapaces de acceder sus depósitos, sino son incapaces de retirar cualquier dólar directamente. pueden retirarlos pero en la moneda nacional. Estos ahorristas necesitaban preservar el valor de sus ahorros, especialmente siguiendo informes de prensa sobre la reestructuración del sector bancario. Por tanto se vieron forzados a comprar inmuebles. Por ejemplo, los ingresos de ventas de tierra del importante desarrollador de inmuebles Solidere, subieron de casi $1.3 millones a $234.5 millones. También, estos ahorristas se vieron forzados a comprar participaciones en la inmobiliaria Solidere , los cuales dirigen un aumento de 500% entre el inicio de la crisis de liquidez y abril de 2021.
El 1 de junio de 2021, el Banco Mundial publicó un informe el cual advirtió que la crisis económica en Líbano arriesgaría a convertirse en una de las tres más severas desde mediados de siglo XIX, si la «bancarrota del sistema económico, el cual benefició unos cuantos para tan mucho tiempo» no fue reformado. El 11 de agosto de 2021, el Banco Central de Líbano acabó los subsidios de combustible, anunciando que en cambio ofreció «líneas de crédito de la oferta para importaciones de combustible basando en el precio de mercado para la libra libanesa». La decisión resultó en un aumento significativo en precios de combustible entre una crisis económica en el país.
En diciembre de 2021, BBC News informó que la crisis económica ha provocado escasez en la importación de medicamentos vitales. El aumento del desempleo (que alcanzó un pico del 13,27% en 2020), la depreciación de la moneda local, la inflación vertiginosa y la eliminación de los subsidios a los medicamentos y al combustible han dificultado que muchas personas satisfagan sus necesidades básicas.
En septiembre de 2022, la Asociación Libanesa de Bancos anunció que los bancos cerrarían durante tres días después de que los depositantes, que en 2019 de la noche a la mañana se encontraron bloqueados de sus cuentas bancarias y sin poder acceder a la mayoría de sus propios ahorros, irrumpieron en varias sucursales, tomaron a los empleados como rehenes y exigieron por la fuerza que retiraran sus ahorros.
En febrero de 2023, el Líbano devaluó su tipo de cambio oficial por primera vez en 25 años, debilitándolo en un 90% pero aún dejando la moneda local muy por debajo de su valor de mercado debido a la actual crisis de liquidez.
Durante la crisis de liquidez, el Líbano recibió asistencia humanitaria y financiera de Arabia Saudita, Kuwait, Turquía, los Estados Unidos y la Unión Europea.
A partir de 2024, la lira libanesa se ha estabilizado en aproximadamente 89.000 LBP frente al dólar estadounidense sin ser vulnerable a la inflación como lo fue en años anteriores.